# 콘월 에이시즈
| 콘월 에이시즈 | |
| 콘퍼런스      | 남부 콘퍼런스 (1995년~1996년) |
| 디비전        | 사우스 디비전 (1993년~1995년) 센트럴 디비전 (1995년~1996년)                                                                                    |
| 설립연도      | 1993년 |
| 해체연도      | 1996년 |
| 역사          | 프레더릭턴 익스프레스 (1981년~1988년) 핼리팩스 시타델스 (1988년~1993년) 콘월 에이시즈 (1993년~1996년) 윌크스배리/스크랜턴 펭귄스 (1999년~현재) |
| 경기장        | 에드 럼리 아레나 |
| 연고지        | 온타리오주 콘월 |
| 상징색        | 빨강, 하양, 파랑 |
| 구단주        | |
| 단장          | |
| 감독          | |
| NHL 제휴      | |
| ECHL 제휴     | |
| 정규시즌 우승 | |
| 콘퍼런스 우승 | |
| 디비전 우승   | |
| 칼더 컵       | |
| 영구 결번     | |

콘월 에이시즈(Cornwall Aces)는 캐나다 온타리오주 콘월을 연고지로 하는 1993년부터 1996년까지 AHL 소속되었던 아이스 하키팀이다.
1996년 연고지를 펜실베이니아주 윌크스배리 (윌크스배리/스크랜턴 펭귄스)로 이전했다.

## 역대 홈경기장
| 콘월 에이시즈    |               |          |                 |      |
| 경기장           | 사용기간      | 수용인원 | 장소            | 비고 |
| 에드 럼리 아레나 | 1993년~1996년 | 5,000명  | 온타리오주 콘월 | 빈칸 |